# Silvano Arieti
Silvano Arieti, né le 28 juin 1914 à Pise et mort le 7 août 1981 à New York, est un psychiatre et psychothérapeute américain d'origine italienne, spécialisé dans les recherches sur la schizophrénie.

## Biographie
Fils et petit-fils de médecins, il obtient son diplôme de fin d'études secondaires au lycée Galileo de Pise, ville dans laquelle il fait ses études de médecine jusqu'au doctorat qu'il obtient en 1938. Il commence son internat de médecine, mais il est confronté aux lois antisémites promulguées par Benito Mussolini en 1938 et choisit de s'exiler aux États-Unis. Il est boursier au New York State Psychiatric Institute (1938-1941) et à l'université Yale en biologie (1940), puis interne résident au Pilgrim State Hospital (West Brentwood, L.I). Son diplôme américain de neurologie et psychiatrie est validé en 1944, et il se forme en psychanalyse au William Alanson White Institute of Psychiatry, Psychoanalysis and Psychology (1946-1952), où il assure ensuite des enseignements à partir de 1958. Il est professeur associé à l'université de New York (1954-1961) puis professeur de psychiatrie clinique au New York Medical College (en).
Il occupe plusieurs charges honorifiques, notamment président de la Society of Medical Psychoanalysts, de la William Alanson White Psychoanalytic Society et de l'American Academy of Psychoanalysis. Il a été responsable éditorial du Journal of the American Academy of Psychoanalysis.
Il est responsable de l'édition en plusieurs volumes de l'American Handbook of Psychiatry. Il fut également président de l'American Academy of Psychoanalysis and Dynamic Psychiatry (en) de 1979 à 1980.
Silvano Arieti était en faveur de l'établissement d'une relation thérapeutique avec le patient, et pratique la psychothérapie, tout en essayant de lier le point de vue des neurosciences et le point de vue psychanalytique. Il prit en thérapie des patients atteints de troubles schizophréniques et de troubles de l'humeur importants. Il rapporte les résultats de ses recherches dans l'ouvrage intitulé «Interprétation de la schizophrénie (en)», pour lequel il obtient, en 1975, le prix « National Book Award » en science.

## Publications
- (Édition) American handbook of psychiatry, New York, Basic books, 1959
- The Intrapsychic self. Feeling, cognition and creativity in health and mental illness, New York, Basic books, 1967
- Interpretation of schizophrenia, New-York, Basic Books, 1974
- Severe and mild depression : the psychotherapeutic approach, avec Jules Bemporad, London, Tavistock, 1977
- The Parnas, New-York, Basic Books, 1979
- On Schizophrenia, Phobias Depression, Psychotherapy and the Farther Shores of Psychiatry: Selected Papers of Silvano Arieti, Brunner-Routledge, 1978
- Understanding and helping the schizophrenic : a guide for family and friends, version revue et adaptée par Justin Schlicht, Harmondsworth : Penguin, 1981
- Abraham and the contemporary mind, New York, Basic Books, 1981

## Hommage et distinction
- 1975 : National Book Award (Science)
- 2014 : un timbre commémoratif italien est imprimé pour le centenaire de sa naissance[5].